# Dennis Ceylan
Dennis Villy Ceylan (* 3. März 1989 in Høje-Taastrup) ist ein dänischer Profiboxer und ehemaliger Europameister im Federgewicht.

## Amateurkarriere
Dennis Ceylan boxte als Amateur im Fliegen- und Bantamgewicht. Bei den Junioren gewann er 2006 die Nordischen Meisterschaften in Norwegen und die EU-Meisterschaften in Italien. In der Elite-Klasse (Erwachsene) wurde er 2008, 2010 und 2011 Dänischer Meister, sowie 2009 und 2010 Nordischer Meister; im Finale 2010 schlug er dabei Salomo N’tuve. 2011 erreichte er bei den Nordischen Meisterschaften durch Finalniederlage gegen Bashir Hassan den zweiten Platz.
Im April 2012 erreichte er den dritten Platz bei der europäischen Olympiaqualifikation im türkischen Trabzon, nachdem er erst im Halbfinale gegen Pawlo Ischtschenko ausgeschieden war. Er war somit für die Olympischen Sommerspiele 2012 in London qualifiziert, verlor dort jedoch noch im ersten Kampf gegen John Nevin.
Weiters war er Teilnehmer der Europameisterschaften 2008, 2010 und 2011, sowie der Weltmeisterschaften 2009 und 2011.

## Profikarriere
Er wurde nach den Olympischen Spielen Profi bei Sauerland Event und gewann sein Debüt am 22. September 2012 durch T.K.o. in der zweiten Runde gegen Artsem Abmiotka (Bilanz: 6 Siege – 1 Niederlage). Nach elf weiteren Siegen gegen Aufbaugegner, erreichte er im August 2014 ein Unentschieden gegen Cristian Montilla. Diesen besiegte er jedoch im Rückkampf im Februar 2015 vorzeitig.
Am 14. März 2015 schlug er Dimitri Kiriljow (31-5) einstimmig nach Punkten. Im Juni 2015 besiegte er Sergio Prado (11-4). Mit einem Punktesieg gegen Ryan Walsh (21-1) wurde er am 15. Oktober 2016 Europameister des EBU-Verbandes im Federgewicht. Im März 2017 verteidigte er den Titel durch ein technisches Unentschieden gegen Isaac Lowe (13-0). Am 21. Oktober 2017 verlor er durch technischen Knockout in der zehnten Runde gegen Josh Warrington (25-0). 
Im März 2018 verlor er überraschend durch K.o. in der zweiten Runde gegen den Spanier Jesus Sanchez (8-1) und unterlag auch im Rückkampf am 19. Januar 2019 durch TKO in der fünften Runde.